# ريناتو سيلفا
ريناتو سيلفا (بالبرتغالية: Renato Silva‏) (26 يوليو 1983 في البرازيل - ) هو لاعب كرة قدم برازيلي في مركز الدفاع. شارك مع منتخب البرازيل تحت 20 سنة لكرة القدم. أما مع النوادي، فقد لعب مع بوتافوغو ريغاتاس وشاندونغ لونينغ ونادي برازيليا ونادي بيلينينسش ونادي ساو باولو ونادي غوياس ونادي فاسكو دا غاما ونادي فلامنغو ونادي فلومينينسي ونادي سانتا كروز.

## وصلات خارجية
- ريناتو سيلفا على موقع قاعدة بيانات كرة القدم.إي يو (الإنجليزية)
- ريناتو سيلفا على موقع Soccerway.com (الإنجليزية)